# Heves
Heves  este un oraș în districtul Heves, județul Heves, Ungaria, având o populație de 11.146 de locuitori (2011). 

## Demografie
Componența etnică a orașului Heves
     Maghiari (90,58%)
     Romi (8,76%)
     Necunoscut (0,14%)
     Alții (0,52%)
Componența confesională a orașului Heves
     Romano-catolici (50,88%)
     Fără religie (17,46%)
     Reformați (4,08%)
     Necunoscută (26,42%)
     Alte religii (2,23%)
Conform recensământului din 2011, orașul Heves avea 11.146 de locuitori. Din punct de vedere etnic, majoritatea locuitorilor (90,58%) erau maghiari, cu o minoritate de romi (8,76%). Apartenența etnică nu este cunoscută în cazul a 0,14% din locuitori.  Din punct de vedere confesional, majoritatea locuitorilor (50,88%) erau romano-catolici, existând și minorități de persoane fără religie (17,46%) și reformați (4,08%). Pentru 26,42% din locuitori nu este cunoscută apartenența confesională.